# 瑪麗亞·亞歷山德羅芙娜皇后 (黑森-達姆施塔特的瑪麗)
黑森-達姆施塔特的瑪麗（德語：Marie von Hessen-Darmstadt，1824年8月8日—1880年6月3日），婚後頭銜為：瑪麗亞·亞歷山德羅芙娜皇后（俄語：Мария Александровна），是俄羅斯帝國沙皇亚历山大二世的妻子。她是俄羅斯紅十字會的創始人之一。她是沙皇尼古拉二世的祖母。

## 生平
出生於達姆施塔特，瑪麗是黑森大公路德维希二世與妻子巴登的威廉明妮最小的孩子。有傳言瑪麗與較她年長一歲的亞歷山大其實是威廉明妮與情夫奧古斯特·瑟納克倫斯·德·格蘭西的小孩，但大公在官方場合認兩人為自己的孩子。
1839年，俄羅斯的亞歷山大皇儲在造訪德國各邦國的途中於達姆施塔特短暫停留。在那裡，瑪麗被介紹給姨父亚历山大一世的侄子亞歷山大皇储，兩人一見鍾情。亞歷山大著信給父皇尼古拉一世，後者准許了他們的婚姻。
在哥哥亞歷山大的陪同下，瑪麗於1840年抵達俄羅斯。起初皇后亞歷山德拉·費奧多蘿芙娜反對兩人的婚事，但在亞歷山大的堅持下作出妥協。同年瑪麗學習俄語並昄依東正教，改俄語名字「瑪麗亞·亞歷山德羅芙娜」（Мария Александровна）。兩人在1841年4月正式結婚。

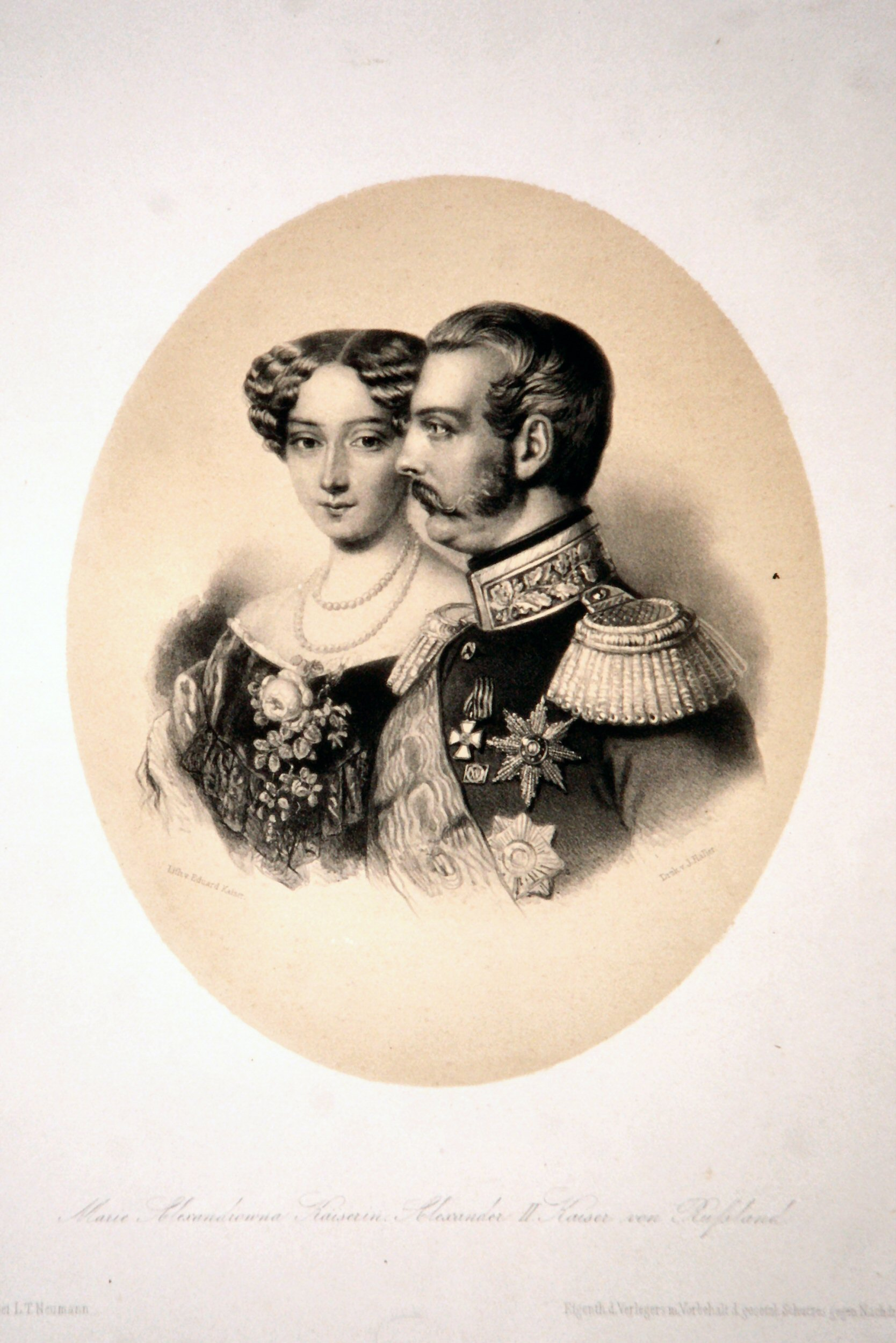
亞歷山大與妻子瑪麗亞·亞歷山德羅芙娜

在宮廷中，瑪麗亞·亞歷山德羅芙娜受到丈夫的嬸嬸埃列娜大公夫人的指導。儘管年齡相差十七歲，兩人成為相當緊密的好友。1842年夫妻的第一個孩子亞歷山德拉出生，卻在六歲時因腦膜炎而夭折。瑪麗亞·亞歷山德羅芙娜為此受到很大的打擊，即使到了晚年仍會悼念長女的早逝。
1855年尼古拉一世駕崩，亞歷山大繼位為沙皇。兩人的加冕禮於1856年9月7日舉行。作為皇后期間，瑪麗亞·亞歷山德羅芙娜參與了俄羅斯紅十字會的建立，並且是該協會最大的贊助人。此外，她也強力支持俄羅斯國內的女子教育。
瑪麗亞·亞歷山德羅芙娜於1865年失去了另一個孩子：尼古拉皇儲於當年去世，死因亦為腦膜炎。她僅存的女兒，瑪麗亞女大公，於1874年與英國維多利亞女王的次子阿爾弗雷德結婚。瑪麗亞女大公在婚後並不適應英國宮廷的生活，且時而與英國女王發生衝突。瑪麗亞·亞歷山德羅芙娜同情女兒的遭遇，批評維多利亞女王「對我們抱有敵意」。
1860年代起，瑪麗亞·亞歷山德羅芙娜的健康狀態逐漸惡化；與此同時，亞歷山大二世愛上了葉卡特琳娜·多爾戈魯科娃，和她生下三名子女。在病榻上，瑪麗亞·亞歷山德羅芙娜讓沙皇帶來他與多爾戈魯科娃的子女格奧爾基和奧爾加，親吻並祝福兩人。1880年，瑪麗亞·亞歷山德羅芙娜於聖彼得堡冬宮去世。

## 子女
1841年4月16日，她与姨父亞歷山大一世的侄子亞歷山大皇储於聖彼得堡結婚，兩人共有6子2女：
1. 亞歷山德拉（1842年—1849年），6歲時夭折
2. 尼古拉（1843年—1865年），俄羅斯皇儲，21歲時死於腦膜炎
3. 亞歷山大（1845年—1894年），1881年即位為沙皇亞歷山大三世
4. 弗拉基米爾（1847年—1909年）
5. 阿列克謝（1850年—1908年）
6. 瑪麗亞（1853年—1920年）
7. 謝爾蓋（1857年—1905年）
8. 保羅（1860年—1919年）

1. ↑  Cowles, The Romanovs, p. 171
2. ↑  Julia P. Gelardi, From Splendor to Revolution, p.66
3. ↑  Tarsaidze (1970)